# دان رينز
دان رينز (بالإنجليزية: Dan Rains)‏ هو لاعب كرة قدم أمريكية أمريكي، ولد في 26 أبريل 1956 في روتشستر في الولايات المتحدة.

## وصلات خارجية
- دان رينز على موقع مرجع كرة القدم المحترفة.كوم (الإنجليزية)